# Шутова (ґміна)
Ґміна Шутова — колишня (1934—1939 роки) сільська ґміна у Яворівському повіті Львівського воєводства Польської республіки. Центром ґміни було село Шутова.
1 серпня 1934 року було створено ґміну Шутова у Яворівському повіті. До неї увійшли сільські громади: Бонув (Бонів), Вулька Росновска (Роснівка), Любєнє (Любині), Мораньце (Морʼянці), Поруденко, Порудно, Пишувка (Пишівка), Сарни, Шутова.
У 1934 році територія ґміни становила 122,98 км². Населення ґміни станом на 1931 рік становило 9799 осіб. Налічувалося 1711 житлових будинків.
Національний склад населення ґміни Шутова на 1 січня 1939 року:
| село              | населення | українці-греко-католики | українці-латинники | євреї  | поляки | польські колоністи |
| ----------------- | --------- | ----------------------- | ------------------ | ------ | ------ | ------------------ |
| Бунів             | 2410      | 2380                    | 20                 | 10     |        |                    |
| Вілька Роснівська | 400       | 350                     | 40                 |        | 10     |                    |
| Любині            | 2200      | 1795                    | 20                 | 40     | 10     | 335                |
| Моранці           | 960       | 800                     | 150                | 5      | 5      |                    |
| Поруденко         | 590       | 570                     |                    | 10     | 10     |                    |
| Порудно           | 850       | 760                     | 70                 | 10     | 10     |                    |
| Реберґ            | 210       |                         |                    |        | 210    |                    |
| Серни             | 1380      | 1270                    |                    | 20     | 90     |                    |
| Шутова            | 880       |                         |                    |        | 880    |                    |
| Загалом           | 9880      | 7925                    | 300                | 95     | 1225   | 335                |
| Відсотки          | 100 %     | 80,21 %                 | 3,04 %             | 0,96 % | 12,4 % | 3,39 %             |

Відповідно до Пакту Молотова — Ріббентропа 28 вересня територія ґміни була зайнята СРСР. Ґміна ліквідована 17 січня 1940 р. у зв'язку з утворенням району.